# Mercedes-Benz EQC
Mercedes-Benz EQC är en elbil som den tyska biltillverkaren Mercedes-Benz introducerade på Nacka Strandsmässan i september 2018.
Mercedes-Benz EQC400 har två elmotorer, en på vardera hjulaxeln. De har en sammanlagd systemeffekt på 408 hk och 765 Nm. Räckvidden anges till 450 km. Bilen baseras på  Mercedes-Benz GLC-klass.
Versioner:
| Modell | Årsmodell | Motor                | Effekt | Vridmoment | Batterikapacitet            |
| ------ | --------- | -------------------- | ------ | ---------- | --------------------------- |
| EQC350 | 2020-23   | 2 st asynkronmotorer | 286 hk | 415 Nm     | 80 kWh litiumjonackumulator |
| EQC400 | 2019-23   | 2 st asynkronmotorer | 408 hk | 765 Nm     | 80 kWh litiumjonackumulator |